# Збірна Багамських Островів з футболу
Збі́рна Бага́мських Острові́в з футбо́лу — національна футбольна команда, яка представляє Багамські Острови на міжнародних футбольних турнірах і в товариських матчах. Контролюється Футбольною асоціацією Багамських Островів.
Станом на 3 квітня 2025 посідає 204-e місце у рейтингу футбольних збірних світу.

## Чемпіонат світу
- 1930–1994 — команда не була заявлена
- 1998 — знялася зі змагань
- 2002–2010 — не пройшла кваліфікацію
- 2014 — знялася зі змагань
- 2018–2022 — не пройшла кваліфікацію

## Золотий кубок КОНКАКАФ
- 1991–1998 — не заявлена
- 2000 — не пройшла кваліфікацію
- 2002 — знялася
- 2003 — не заявлена
- 2005 — знялася
- 2007 — не пройшла кваліфікацію
- 2009–2017 — не заявлена
- 2019–2025 — не пройшла кваліфікацію

## Кубок Карибських островів
- З 1989 по 1998 — не пройшла кваліфікацію
- 1999 — груповий етап
- 2001 — знялася
- 2005 — груповий етап
- 2007 — другий раунд
- 2008 — не заявлена